# Jean Fautrier
Jean Fautrier (* 16. Mai 1898 in Paris; † 21. Juli 1964 in Châtenay-Malabry, Département Hauts-de-Seine) war ein französischer Künstler. Er gilt als einer der wichtigsten französischen Vertreter der internationalen Strömung des Informel.

## Leben und Werk
Jean Fautrier wurde am 16. Mai 1898 in Paris geboren, von wo aus er um 1907 bis 1908 mit seiner Mutter nach London zog, nachdem sein Vater, ein Londoner Gemäldehändler, verstorben war. 1912 wurde er an der Royal Academy of Arts zugelassen, verließ diese allerdings 1915 wieder, um an der Slade School of Fine Art ein Studium zu beginnen. 1917 wurde er in die französische Armee einberufen. Nachdem er eine schwere Lungenverletzung erlitten hatte, die sich zu einem chronischen Lungenleiden entwickelte, wurde er 1919 aus der Armee entlassen.
Nach Aufenthalten in Anvers, Rouen, Reisen nach Berlin, Dresden, Innsbruck, kehrte er 1922 wieder nach Paris zurück und bezog 1923 ein Atelier am Montparnasse. Seine ersten Ausstellungen wurden von Jeanne Castel organisiert, und Paul Guillaume nahm ihn unter Vertrag; er bekam seine erste Einzelausstellung 1927 in der Galerie Bernheim-Jeune. André Malraux verschaffte ihm 1928 den Auftrag, Dantes Inferno für den Verlag Gallimard zu illustrieren, dieser kam allerdings nicht zustande. Mit Beginn der Weltwirtschaftskrise verschlechterte sich der Verkauf seiner Bilder. Fautrier zog sich bis Ende der 1930er Jahre in die Südtiroler Berge zurück, sicherlich auch, weil das Klima seinem Lungenleiden gut tat und er eine künstlerische Katharsis suchte.
Ende der 1930er Jahre kehrte er in das später nationalsozialistisch besetzte Paris zurück, wo er sich der Résistance anschloss. 1943, nach kurzer Inhaftierung durch die SS, floh er mit Hilfe von Jean Paulhan nach Châtenay. Während dieser Zeit malte er die Geiseln und lernte Jeannine Aeply kennen. Aus der Ehe mit ihr gingen zwei Kinder hervor. Mit der Ausstellung der Arbeit Les otages in der Galerie René Drouion im Jahre 1945 gelang ihm der künstlerische Durchbruch. In der Folgezeit beschäftigte er sich hauptsächlich mit Reproduktionsverfahren, die ein Maximum an Qualität ermöglichen. 1954, nachdem er mit seinen Originaux Multiples nicht den erhofften finanziellen Erfolg hatte, begann er wieder zu malen.
Fautriers Werke zeichnen sich durch ihren tiefen, manchmal tragischen Ernst aus, der zum Teil aus den Erfahrungen des Zweiten Weltkriegs hervorgeht (Serie der Otages – Geiseln). Fautriers Farbauftrag ist von einer ungewöhnlichen Dicke. Die so entstandenen Werke – meistens die Darstellung eines einzigen, gerade noch erkennbaren Gegenstands – sind von einer ungemeinen Plastizität und Dichte, die ihren strengen Charakter noch steigert. Ein Beispiel ist das Gemälde L'homme qui est malheureux (44 × 59 cm) aus dem Jahr 1947.
Das Musée d’art moderne de la Ville de Paris besitzt eine umfangreiche Sammlung von Werken Jean Fautriers aus seinem Nachlass. 1959 war Fautrier Teilnehmer der documenta II in Kassel. 1960 erhielt er zusammen mit Hans Hartung den Großen Preis der Biennale di Venezia.
Jean Fautrier starb am 21. Juli 1964, am Tag der geplanten Hochzeit mit Jacqueline Cousin.

## Ausstellungen
- 2024: Emil Schumacher Museum Hagen, "Jean Fautrier-Genie und Rebell", 30.06.2024–05.01.2025
- 2021: Stiftung Insel Hombroich, Neuss, "Eine Sammlung", 30.04.2021–10.04.2022
- 2018: Musèe d'Art Moderne de la Ville de Paris, "Jean Fautrier: Matière et lumière", 26.01.2018–20.05.2018
- 2017: Kunstmuseum Winterthur, "Jean Fautrier", 26.08.2017–12.11.2017
- 2014: The National Museum of Art, Osaka, Japan, "Jean Fautrier", 27.09.–07.12.2014
- 2005: Fondation Pierre Gianadda, Martigny Suisse, "Jean Fautrier", 17.12.2004–13.03.2005
- 1998: Stadtmuseum Siegburg, "Die Abentheuer des Körpers", 24.04.1998–07.06.1998
- 1997: Bahnhof Rolandseck, "Jean Fautrier-Retrospektive", 18.04.1997–22.06.1997
- 1989: Musée d’Art Moderne de la Ville de Paris, "Jean Fautrier", 25.05.1989–24.09.1989
- 1989: Galerie Orangerie-Reinz, Köln, "Jean Fautrier", 08.04.1989–30.06.1989
- 1986: Stedelijk Museum Amsterdam, "Jean Fautrier, 1925–1935", 11.01.1986–02.03.1986
- 1986: Kunsthaus Zürich, "Jean Fautrier, 1925–1935", 15.03.1986–04.05.1986
- 1984: Galerie Tendances, Paris, "Sculptures-Oeuvres sur papier", 12.10.1984–30.11.1984
- 1980: Josef-Haubrich-Kunsthalle Köln, "Gemälde, Skulpturen und Handzeichnungen", 23.02.1980–07.04.1980
- 1975: Galerie Mony Calatchi, Paris, "Hommage a Fautrier", 20.11.1975–20.12.1975
- 1973: Kunstverein in Hamburg, "Jean Fautrier", 19.05.1973–17.06.1973
- 1964: Musée d’Art Moderne de la Ville de Paris, "Rétrospective", April–Mai 1964
- 1960: XXX. Biennale Venedig, Jean Fautrier Einzelausstellung als Gewinner des Großen Preises der Biennale, April bis Juni 1960
- 1959: Galerie 22, Düsseldorf, "Fautrier", März 1959
- 1959: Galerie l'Attico, Rom, "Fautrier", 10.01.1959–30.01.1959
- 1958: Städtisches Museum Schloß Morsbroich, Leverkusen, "Jean Fautrier", 11.11.1958–30.12.1958
- 1958: Galerie Apollinaire, Milan, "Fautrier Tempere, desegni, litografie dal 28 a oggi di Fautrier", 14.02.1958–02.03.1958
- 1958: Kunstverein Freiburg, "Fautrier", 25.05.1958–22.06.1958
- 1958: Galerie Renè Drouin, Paris, "Gouaches et dessins informels de Fautrier", 30.05.1958–06.06.1958
- 1957: Galerie Rive Droite, Paris, "Les Partisans", 11.01.1957–30.01.1957
- 1956: Hugo Gallery, New York, "Les Originaux multiples"
- 1956: Alexander Iolas Gallery, New York, "Les Objets de Fautrier", 18.01.1956–05.02.1956
- 1949: Galerie Biller-Caputo, Paris, "Fautrier l'enragè"
- 1945: Galerie Renè Drouin, Paris, "Fautrier-Les Otages. Peintures et scuptures", prèsentèe par Andrè Malraux, 26.10.1945–17.11.1945
- 1943: Galerie Renè Drouin, Paris, "Fautrier-Oeuvres 1915–1943"
- 1933: Galerie de la Nouvelle Revue Francaise, Paris, "Fautrier-Peintures et sculptures", 06.02.1933–28.02.1933
- 1930: Galerie Le Centaure, Brüssel, "Fautrier", 04.01.1930–15.01.1930
- 1928: Galerie Georges Bernheim, Paris, exposition organisèe par Paul Guillaume, 03.11.1928–15.11.1928
- 1925: Galerie Fabre, Paris, "Fautrier-Peintures et Dessins", 04.12.1925–23.12.1925
- 1924: Galerie Visconti, Paris, "Fautrier", 26.05.1924–14.06.1924